# Surigao del Norte
Koordinaten: 9° 45′ N, 125° 33′ O
Surigao del Norte ist eine Provinz im Nordosten der philippinischen Insel Mindanao.
Sie gehört politisch dem Bezirk Caraga (Region XIII) an. Die Hauptstadt der Provinz ist Surigao City, der Gouverneur heißt Sol Forcadilla Matugas.

## Geographie

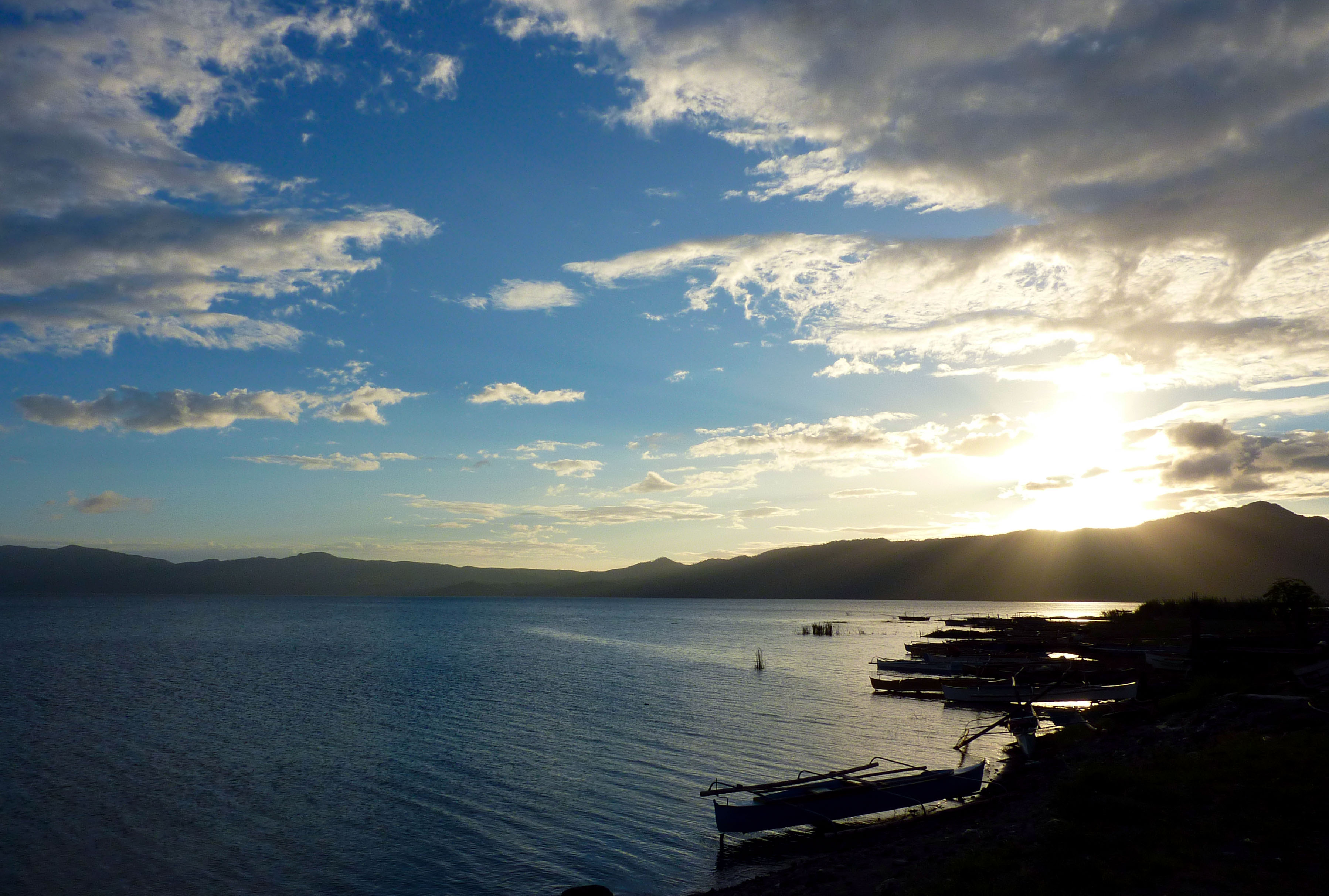
Der Mainit-See

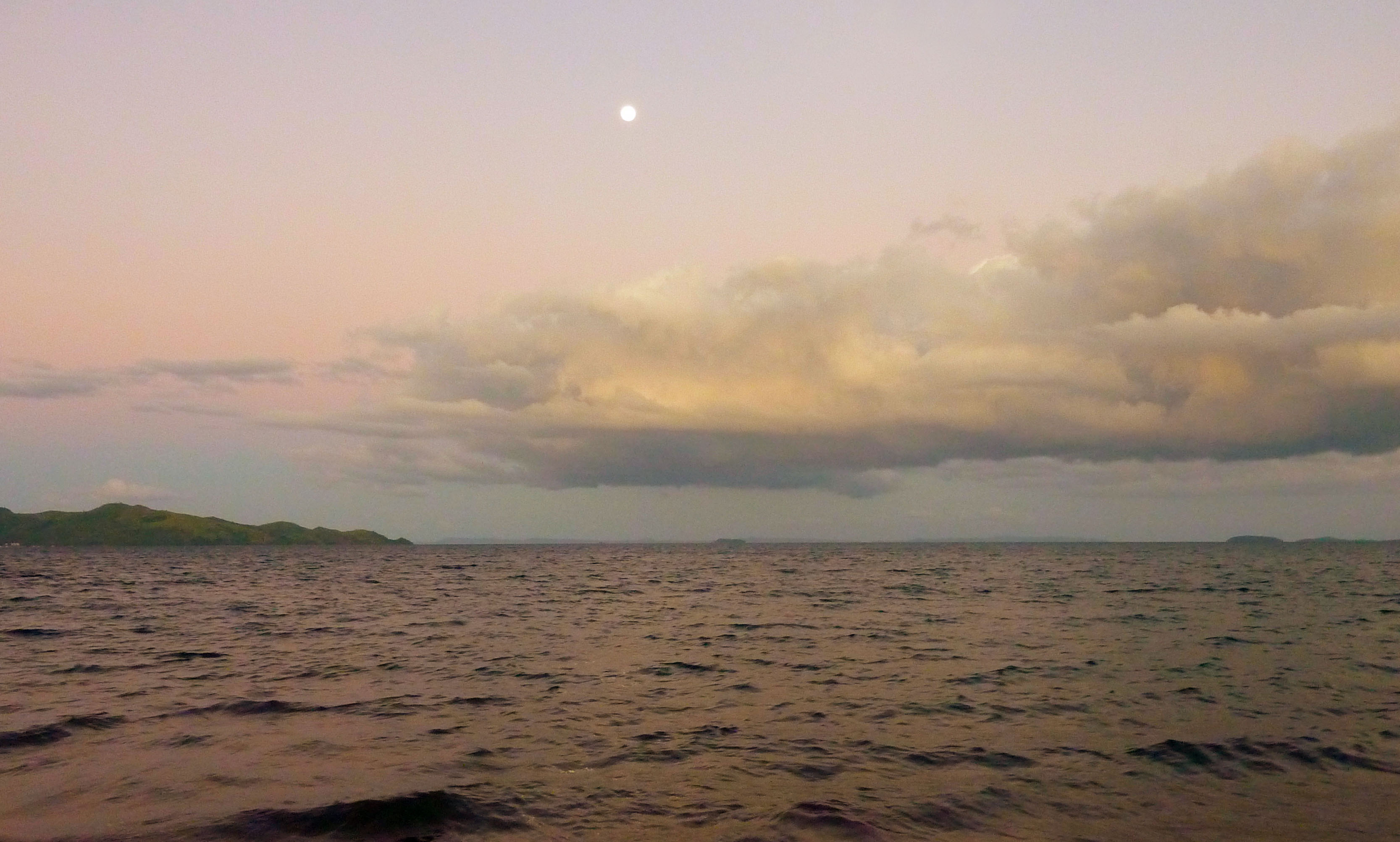
Blick auf die Küste bei Placer

Surigao del Norte ist eine der nördlichsten Provinzen von Mindanao und die wichtigste Durchgangsstation zu den Inseln der Visayas. Zu ihr gehören zwei große Inseln, Siargao und Bucas Grande, die in der Philippinensee liegen. Weitere kleinere Inseln der Provinz sind Gaboc Channel und Nonoc, sowie Awasan Bay, Hanigad und Hikdop.
Auf der Festlandseite grenzt Surigao del Norte im Süden an Agusan del Norte und Surigao del Sur. Im Norden liegt die Inselprovinz Dinagat Islands, während sich im Osten der Pazifik und im Westen die geschichtsträchtige Straße von Surigao erstreckt.
Zahlreiche Fähren durchqueren die Straße von Surigao zwischen Mindanao und den Inseln von Leyte, um Fahrzeuge, Güter und Personen zwischen Liloan in Southern Leyte und Surigao City zu befördern.
Ein Großteil der Küstenlinie ist mit Mangroven bewachsen. Diese das Salzwasser bevorzugenden Bäume nehmen eine Fläche von 175 km² entlang der Küste des Festlandes und der Insel Siargao ein.
Die Provinz verfügt über viele Höhlen und Unterwassertunneln auf ihren Inseln. Einige sind die meiste Zeit zur Hälfte überschwemmt und können lediglich bei Ebbe betreten werden, wie die Suhoton Cave auf Bucas Grande Island. Die größten Inseln sind gebirgig und reich an Mineralien. Nonoc Island besitzt zum Beispiel eine der weltweit größten Lagerstätten an Nickel. Einige kleinere Inselchen, wie diejenigen in Del Carmen in Siargao Island, sind dagegen nicht mehr als ein Felsenhaufen, der sich aus dem Wasser erhebt und von Büschen und Kokospalmen gekrönt wird. Daneben gibt es auf dem Festland aber sehenswerte Quellen, Lagunen, Wasserfälle, Mangrovenwälder, Sümpfe und Strudel, welche für den Tourismus deutlich interessanter sind.
Die höchsten Berge sind der Mt. Legaspi mit einer Gipfelhöhe von 1.170 m an der Grenze zu Surigao del Sur, gefolgt von dem Mt. Agudo, mit einer Höhe von 1.018 m und dem Mt. Satellite, der den Meeresspiegel um 1.016 m überragt. In dem Provinzgebiet liegt des Weiteren der nördliche Teil des Mainit-Sees.
In der Nähe von Siargao Island befindet sich die tiefste Stelle des Philippinengrabens, das Galatheatief, dessen Grund 10.540 m unter der Meeresoberfläche liegt.
Die Gesamtfläche der Provinz beträgt 2.740 km², was 9,67 % der Gesamtfläche von Nordmindanao entspricht.

## Demographie und Sprache
Surigao del Norte hat nach der Volkszählung aus dem Jahr 2000 eine Bevölkerung von 374.465 Menschen. Sie belegt damit in der demographischen Statistik des Landes den 27. Rang der einwohnerärmsten Provinzen. Die durchschnittliche Bevölkerungsdichte liegt bei 193,3 Bewohnern pro km², womit ihr der 47. Rang in dieser Statistik zukommt.
Surigao ist die Heimat der ethnischen Gruppe der Mamanwa. Daneben sind die Bewohner der Provinz mehrheitlich austronesischer Herkunft, wobei eine nennenswerte Zahl chinesische, japanische und arabische Wurzeln besitzen. Zudem haben auch Europäer und Amerikaner die Kultur dieser Region beeinflusst.
Etwa 95 % der Einwohner verwenden Surigaonon als ihre Hauptsprache. Daneben sind ebenso Einflüsse von Cebuano und Boholano zusammen mit Tausūg-Akzenten zu finden. Eine Minderheit verwendet die Sprachen Waray-Waray und Tagalog, wobei die meisten Bewohner aufgrund ihrer Schulbildung sich auch in Englisch verständigen können.
Die dominante Religion ist Römisch-Katholisch. Andere Glaubensgemeinschaften, wie die Unabhängige Philippinische Kirche, deren Hauptquartier sich auf der Insel Dinagat Island befindet, und verschiedenen protestantische Konfessionsrichtungen sind gleichfalls hier ansässig.

## Wirtschaft

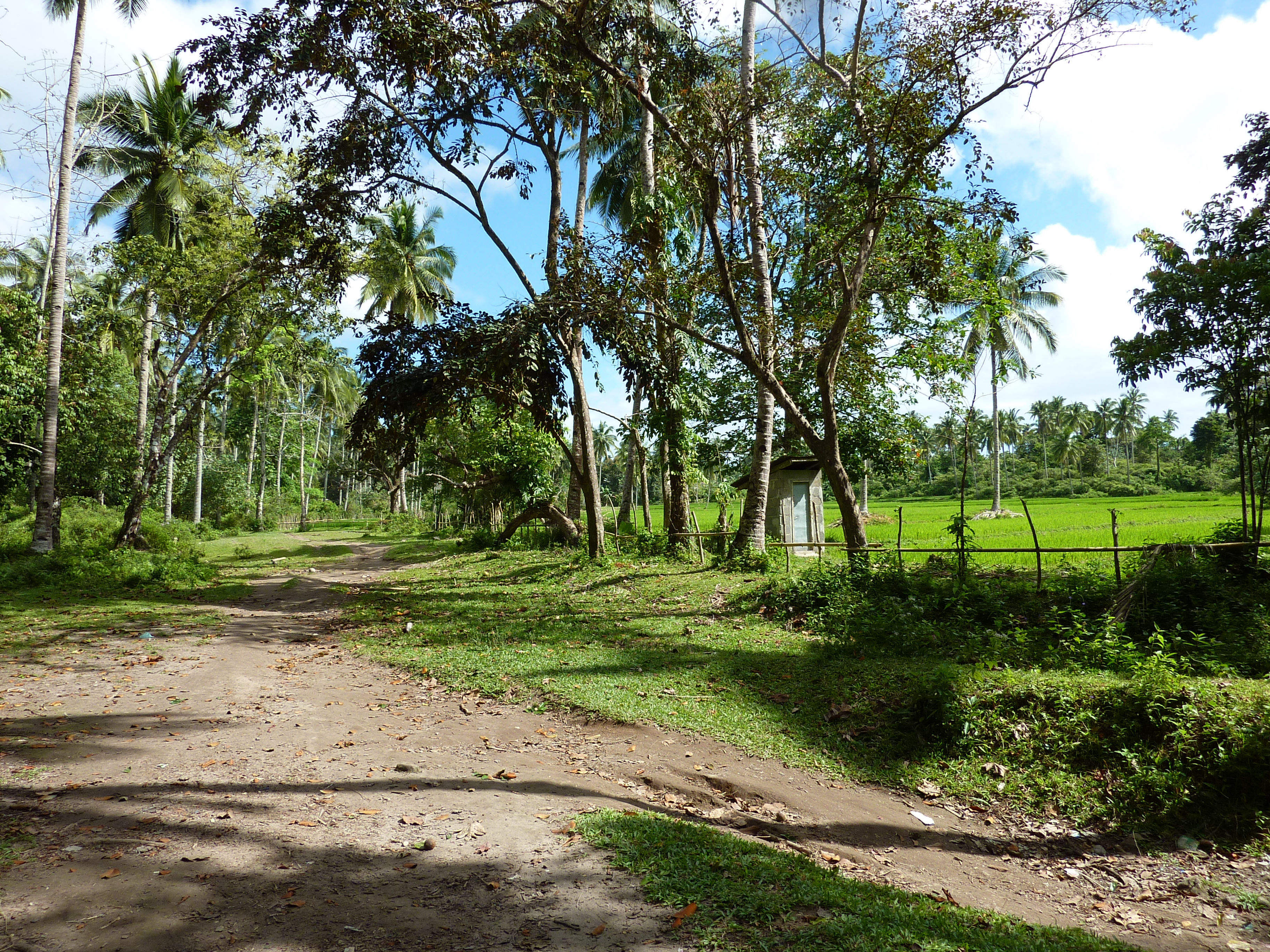
Kleine Reisfarm nahe der Gemeinde Tubod

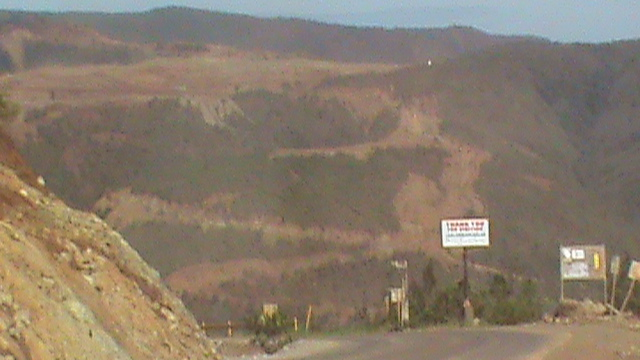
Tagebau in den „Roten Bergen“ (Claver, Surigao del Norte)

Surigao del Norte lebt vom Fischfang, der Agrarwirtschaft, dem Tourismus und von seinen Bodenschätzen. Die Fischgründen der Philippinensee und des Pazifiks liefern Gelbflossen-Thunfische, Indopazifischer Blauer Marlin, Zackenbarsche, Hummer und viele andere Salzwasserfischarten. Ferner gibt es ein Brackwassergebiete von insgesamt 40 km² Fläche und ein Frischwasserareal von in Summe 87 km² für die Zucht und den Fang von Süßwasserspezies.
Die Inseln und kleinen Eilande sind umgeben von eindrucksvollsten Korallenriffen. Daneben besitzen die Mangrovenwälder, die weißen Sandstrände, die Gebirgsseen, die Felsformationen und die Unterwasserhöhlen ein enormes touristisches Potential. Bereits heute wird die Provinz von vielen aus- und inländischen Urlaubern besucht, die die Inseln und Küsten von Surigao zum Tauchen, Fischen und Surfen aufsuchen.
Surigao del Norte ist reich an natürlichen Ressourcen, speziell an metallischen wie auch mineralischen Bodenschätzen. Neben Gold, Chromit und Nickel wird hauptsächlich Silikat und Kalkstein von den sechs großen in der Provinz ansässigen Bergbauunternehmen gefördert. Die „Roten Berge“ im Süden der Provinz sind das größte Eisenerzvorkommen der Welt. Das Mineral wird in großem Stil mittels Tagebau gewonnen, auf eigens angelegten Pisten direkt zur Küste transportiert und dort dann verschifft.
Zu den landwirtschaftlichen Erzeugnisse gehören Abacá, Citronella, Kokosnuss, Bananen, Ananas und Jackfrucht.

## Verwaltungsgliederung

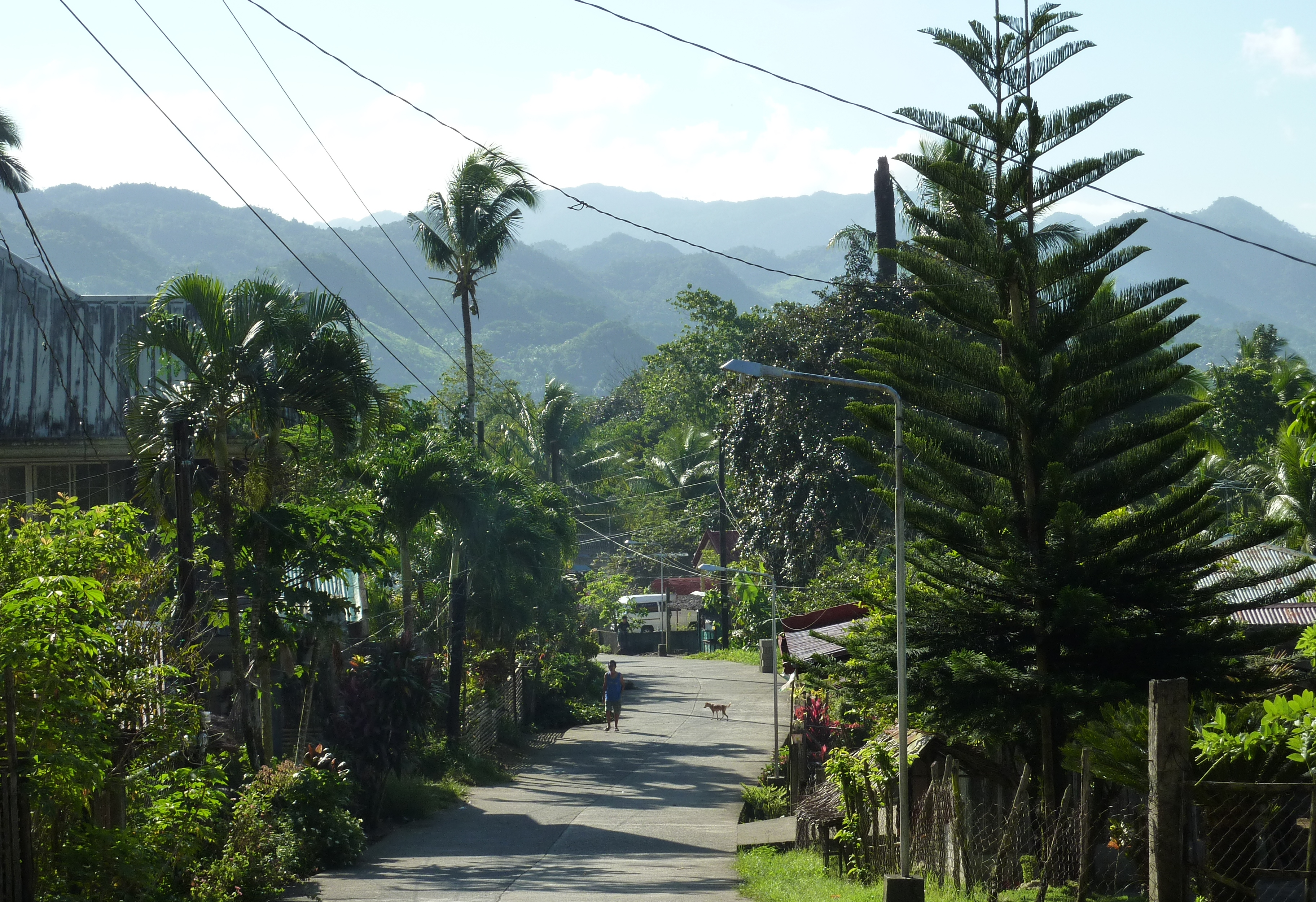
Barangay San Pablo in Tubod

Surigao del Norte unterteilt sich in 20 eigenständig verwaltete Gemeinden und eine Stadt. Die Gemeinden wiederum sind in insgesamt 335 Baranggays (Ortsteile) untergliedert.
Die Provinz ist in zwei Kongress-Distrikte unterteilt.

### Stadt
- Surigao City

### Gemeinden
| - Alegria - Bacuag - Burgos - Claver - Dapa - Del Carmen - General Luna - Gigaquit - Mainit - Malimono | - Pilar - Placer - San Benito - San Francisco (Anao-Aon) - San Isidro - Santa Monica (Sapao) - Sison - Tagana-an - Tubod |

## Geschichte

### Namensherkunft
Für die Herkunft der Bezeichnung gibt es verschiedene mögliche Ursprünge. Der Name entstammt wahrscheinlich dem spanischen Wort Surgir, das als schnelles Wasser oder Strömung übersetzt werden kann.

### Geschichte
Die Mananwas, die ethisch in Surigao beheimatete Volksgruppe, wie auch die Manobos wurden bereits in der frühen Periode der spanischen Eroberung zum Christentum bekehrt. Eine Zusammenstellung von Grabbeigaben aus altertümlichen archäologischen Ausgrabungen, wie Krüge und antike chinesische Küchengegenstände, die in Panhutungan ausgegraben wurden, dokumentiert diese frühgeschichtliche Periode der Provinz. Die Gegenstände sind heute im Surigaonon Heritage Mini-Museum in Surigao City zu sehen.
Im Jahre 1538 wurde die östliche Küste von Mindanao, in der sich auch die heutige Provinz Surigao del Norte befindet, von dem portugiesischen Forscher Francisco de Castro besucht, der die Gegend von der Volksgruppe der Caraga besiedelt vorfand, deren Ursprung nach heutigem Wissensstand in den Visayas liegt.
Fünf Jahre danach landete ein Spanier namens Ruy López de Villalobos in dieser Gegend. Sein Navigator, Bernardo de la Torre, nannte den Ort „Cesaria Caroli“ zu Ehren des regierenden Monarchen Carlos V. Der Name setzte sich jedoch nicht durch, da die Spanier die Gegend nach einem einheimischen Häuptling als „Caraga“ benannten.
Jesuitischen Missionare versuchten ab 1597 die Menschen von Butuan (später die Provinz Agusan) und Caraga (später die Provinz Surigao) zu evangelisieren, was sich als schwierig herausstellte und lediglich zwischenzeitlich Erfolg hatte. Sie wurden 1622 von den Augustinern abgelöst, die 1642 Kirchengemeinden in den Orte Tandag und Bislig gründeten. Die Augustinerorden waren bis 1875 in dem Gebiet präsent und wurden dann von weltlichen Priestern abgelöst. Zwischen 1893 und 1908 übernahmen Benediktinermönchen die missionarische Arbeit in dieser Region.
Am 23. Mai 1942 erreichten japanische Streitkräfte unter dem Kommando von Kolonel Yoshie Butuan Caraga und den Ort Surigao. Am 28. Mai 1942 war die Ortschaft vollständig unter der Kontrolle der japanischen Truppen von Lt. Ichichara.
Die Befreiung von der japanischen Besetzung begann am 9. September 1944. Amerikanische Kampfflugzeuge begannen den Feldzug am frühen Morgen mit der Bombardierung des Ortes Surigao. Es folgte ein Angriff auf alle japanischen Schiffe, die in der Werft der Stadt lagen, um frische Truppen und Material zu ihren Truppen in Leyte zu transportieren. Nach dem Angriff war kein Schiff mehr schwimmfähig. Bis zum 12. April 1945 waren die Japaner vollständig besiegt und der Provinz der Frieden zurückgegeben.

### Politische Chronik
Der ursprüngliche Distrikt von Caraga wurde 1609 eingerichtet und beinhaltete die heutigen Provinzen Surigao del Norte, Surigao del Sur, den nördlichen Teil von Davao Oriental und das östliche Misamis Oriental.
Im Jahre 1860 wurde Mindanao von der spanischen Administration in sechs Distrikte aufgeteilt. Surigao und Agusan, die das Territorium zwischen Butuan und der Bucht von Caraga beinhalteten, waren zum dritten Distrikt zusammengefasst, den man auch Ostdistrikt nannte. 1870 erhielt er die Bezeichnung „Distrito de Surigao“.
Gegen Ende der spanischen Herrschaft um 1897 wurden die beiden heutigen Agusan-Provinzen zu einer einzelnen politisch-militärischer Kommandantur von „Butuan“ umorganisiert, die in ihrer administrativen Zuständigkeit anfangs auch Surigao einschloss. Am 15. Mai 1901 richtete die amerikanische Militärverwaltung eine Zivilregierung in der Provinz Surigao mit Prudencio Garcia, Sr. als erstem Zivilgouverneur ein.
Im Jahre 1911 wurde die Kommandantur Butuan von der Unterprovinz Surigao getrennt und zu einer eigenen Provinz Agusan mit der Hauptstadt Butuan ernannt.
Am 18. September 1960 vollzog sich ein weiterer Schritt in der politischen Geschichte dieses Gebietes, als die große Provinz Surigao durch den Republic Act Nr. 2736, ausgestellt am 19. Juni dieses Jahres, in die neuen Provinzen Surigao del Norte und Surigao del Sur unterteilt wurde.
Am 30. August 1970 bekam die Gemeinde Surigao mit dem Republic Act Nr. 6134 den Status einer Stadt zugesprochen.
Im Jahre 2006 kam es zu einer Volksabstimmung über eine Abspaltung des Gebietes von Dinagat Island von der Provinz Surigao del Norte, wobei sich eine knappe Mehrheit für die Bildung einer neuen Provinz aussprach. Am 2. Dezember 2006 wurde mit dem Republik Act Nr. 9355 diese Forderung umgesetzt und Dinagat Islands zur 81. Provinz der Philippinen ernannt.

## Klima
Die Provinz gehört zum Klimatyp II, der sich durch keine nennenswerte Trockenzeit, aber eine ausgeprägte Regenperiode zwischen November und Januar auszeichnet. Die durchschnittliche Niederschlagsmenge beträgt im Jahr 3.949 mm an 238 Regentagen.
Die Temperaturen schwanken zwischen einem Minimalwert von 21,1 °C im Oktober und steigen bis einer Höchsttemperatur von 35,2 °C im Juni.

## Sehenswürdigkeiten
- General Luna Beach im Naturschutzgebiet Siargao Islands Protected Landscape and Seascape
- Das Sumpfland von Del Carmen
- Die Magpupungko-Felsformation in Pilar
- Der Bababu-See in Basilisa
- Der Biyabid Waterfalls in Sison
- Die Insel Alingkakajaw bei Claver
- Der Mini-Dam-Park von San Jose
- Das Bonok-Bonok Festival in Surigao City
- Das Surigaonon Heritage Mini-Museum in Surigao City
- Das Naturschutzgebiet Mahaba Island Protected Landscape and Seascape